# Jostahueca
Jostahueca är en ort i Mexiko.   Den ligger i kommunen Navojoa och delstaten Sonora, i den nordvästra delen av landet, 1 400 km nordväst om huvudstaden Mexico City. Jostahueca ligger 72 meter över havet och antalet invånare är 331.
Terrängen runt Jostahueca är platt. Runt Jostahueca är det ganska glesbefolkat, med 36 invånare per kvadratkilometer. Närmaste större samhälle är El Tobarito, 15,5 km väster om Jostahueca. Omgivningarna runt Jostahueca är i huvudsak ett öppet busklandskap.